# Eunapiodes pasquieri
Eunapiodes pasquieri är en insektsart som beskrevs av Marius Descamps 1968. Eunapiodes pasquieri ingår i släktet Eunapiodes och familjen Pamphagidae. Inga underarter finns listade i Catalogue of Life.